# Суперкубок Сан-Марино з футболу 1996
Суперкубок Сан-Марино з футболу 1996 — 11-й розіграш турніру, який в той час мав назву Трофео Федерале. Переможцем втретє став Лібертас.

## Учасники
- Чемпіонат Сан-Марино:
  - Чемпіон: Лібертас
  - Віце-чемпіон: Космос
  - Бронзовий призер: Ла Фіоріта
- Кубок Сан-Марино:
  - Володар: Доманьяно

## Півфінали
| Команда 1  | Рахунок | Команда 2 |
| ---------- | ------- | --------- |
| Лібертас   | 2:0     | Космос    |
| Ла Фіоріта | 3:0     | Доманьяно |

## Фінал
| Команда 1 | Рахунок | Команда 2  |
| --------- | ------- | ---------- |
| Лібертас  | 2:1     | Ла Фіоріта |